# اتحاد داهوميان الديمقراطي
اتحاد داهوميان الديمقراطي (بالفرنسية: Union Democratique Dahoméenne)‏ كان حزبًا سياسيًا في داهومي الفرنسية.

## التاريخ
تأسس الحزب في عام 1955 من خلال اندماج اتحاد داهوميان التقدمي وكتلة الشعوب الأفريقية.  كان يهدف إلى أن يكون حزبًا على مستوى البلاد، ولكن على الرغم من حصوله في البداية على الدعم من جميع أنحاء البلاد،  سرعان ما أصبح معروفًا على أنه حزب فون أبومي وكوتونو. 
فشل الحزب في الفوز بمقعد في الجمعية الوطنية الفرنسية في انتخابات 1956، وانقسم إلى فصيلين في وقت لاحق من العام بسبب قضية الانتماء إلى التجمع الديمقراطي الأفريقي؛ أصبح زعيم كتلة الشعوب الأفريقية السابق جوستين أهوماديجي-توميتين رئيسًا لفصيل التجمع الديمقراطي الأفريق المهيمن، بينما ترأس ألكسندر أداندي وزعيم الاتحاد التقدمي السابق إميل ديرلين زينسو فصيل الحزب الأصغر. 
على الرغم من مشاكله الداخلية وقاعدة دعمه الإقليمية، برز الحزب كثاني أكبر حزب في انتخابات الجمعية الإقليمية لعام 1957، وفاز بسبعة مقاعد. لكن انتخابات 1959 أسفرت عن نتيجة غير متوازنة. على الرغم من حصول الحزب على 44 ٪ من الأصوات، أكثر من أي حزب آخر، فقد فاز فقط بـ 11 مقعدًا من 70 مقعدًا في الجمعية الإقليمية، بينما حصل تجمع داهوميان الديمقراطي على 22 مقعدًا بنسبة 17 ٪ من الأصوات وحصل حزب داهومي الجمهوري على 37 مقعدًا، أي أكثر من ثلاثة أضعاف عدد مقاعد الاتحاد الديمقراطي.   بعد الانتخابات، أدت الاتهامات بالتزوير إلى التوصل إلى اتفاق مع الحزب الجمهوري لإعادة توزيع تسعة مقاعد.  على الرغم من أن هذا أدى إلى زيادة عدد مقاعد الحزب إلى 20، إلا أنه كان لا يزال أصغر حزب في الجمعية. 
في الانتخابات التي أجريت في العام التالي، فاز حزب الوحدة داهوميان، وهو اندماج بين الحزب الجمهوري والتجمع الديمقراطي، بكل المقاعد بعد أن غير الرئيس هوبرت ماغا النظام الانتخابي،  وترك الحزب من دون تمثيل برلماني. بعد الانتخابات، تم حظر الحزب في 11 أبريل 1961 وسجن توميتين. 